# Florian Thauvin
Florian Tristan Mariano Thauvin (Orleans, 26 de enero de 1993) es un futbolista francés que juega como delantero en el R. C. Lens de la Ligue 1.

## Trayectoria

### Carrera temprana
Nacido en Orleans, Thauvin jugó en los equipos juveniles de Ingre, Saint-Jean-de-la-Ruelle, Orléans y Grenoble, antes de ascender en este último y atraer el interés de los grandes clubes. Debutó con el primer equipo del Grenoble el 11 de marzo de 2011 en un empate a domicilio en la Ligue 2 contra el Vannes (1-1). El Grenoble descendió a la CFA 2 tras su liquidación en julio de 2011.

### Bastia
El 19 de julio de 2011, Thauvin dejó el club y firmó su primer contrato profesional con el Bastia corso. El 28 de octubre de 2012, marcó su primer gol con el Bastia en la victoria por 3-1 contra el Burdeos. Ayudó al Bastia a conquistar el título de la Ligue 2 en 2012.
El 29 de enero de 2013, Thauvin firmó un contrato de cuatro años y medio con el Lille, de la Ligue 1, a cambio de 3.5 millones de euros. Como parte del acuerdo, fue enviado inmediatamente de vuelta a Bastia en un acuerdo de préstamo de seis meses, manteniéndolo en el club corso de primera división hasta el final de la temporada 2012-13. Tras sus impresionantes actuaciones esa temporada, Thauvin fue nombrado Mejor Jugador Joven de la Ligue 1.

### Olympique de Marsella
El 3 de septiembre de 2013, tras semanas de largas negociaciones y sin aparecer en el Lille, Thauvin firmó un contrato de cinco años con el Olympique de Marsella. El jugador, de 20 años, se había ausentado de los entrenamientos debido a las disputas por una mejora de su contrato, y forzó su traslado al Stade Vélodrome, firmando finalmente por 15 millones de euros, incluidas las primas.
El 4 de enero de 2015, Thauvin fue el único jugador del Marsella que falló en la tanda de penaltis en la eliminación de la Copa de Francia en octavos de final a manos del Grenoble, antiguo club de la cuarta categoría. Thauvin disputó 81 partidos en dos temporadas, en las que marcó 15 goles.

### Newcastle

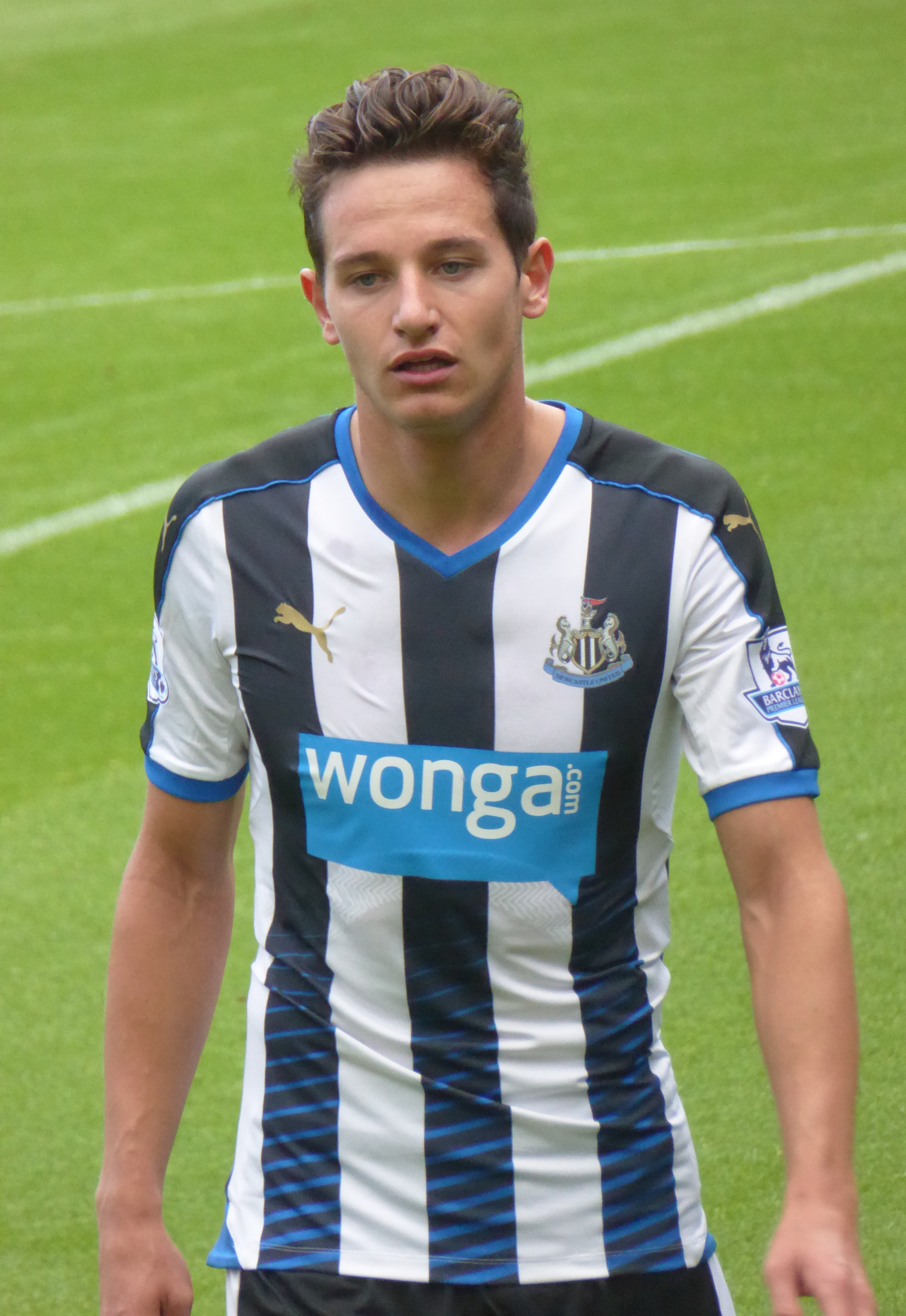
Thauvin jugando con el Newcastle en 2015

El 19 de agosto de 2015, Thauvin se unió al Newcastle firmando un contrato de cinco años, por una tarifa reportada de 15 millones de libras, con Rémy Cabella yendo en la otra dirección al Marsella en un contrato de una temporada, con una opción de compra. Thauvin recibió el número 20 de Cabella. Debutó tres días después, sustituyendo a su compatriota Gabriel Obertan, en el minuto 69 de un empate sin goles contra el Manchester United en Old Trafford, un partido en el que tuvo la oportunidad de marcar un gol de la victoria, pero no pudo llegar a un centro. El 25 de agosto fue titular por primera vez con el club contra el Northampton Town en la segunda ronda de la Copa de la Liga, marcando un gol y dando tres asistencias en la victoria por 4-1 en casa.
Thauvin fue criticado por el máximo goleador de la historia del Newcastle, Alan Shearer, por presentarse a un partido con un esmoquin. En febrero de 2016, declaró a L'Équipe que las críticas eran injustas y afectaban a su rendimiento.

### Regreso al Marsella
El 31 de enero de 2016, el Newcastle anunció que Thauvin regresaría al Marsella en calidad de cedido por el resto de la temporada. En el primer partido de su cesión, el 2 de febrero, fue expulsado diez minutos después de entrar como suplente en el Montpellier por una falta sobre Vitorino Hilton. Anotó el único gol el 20 de abril en la victoria a domicilio del Sochaux-Montbéliard (1-0) en las semifinales para llegar a la final de la Copa de Francia 2016 contra su rival de Le Classique, el París Saint-Germain, que perdió por 4-2 con un gol de Thauvin.
El 4 de agosto de 2016, Thauvin comenzó su segunda cesión en el Marsella, firmando un contrato de préstamo de una temporada; el Newcastle insertó una cláusula en el contrato que daba al Marsella la opción de hacer el acuerdo permanente. En noviembre de 2016, se informó de que la cesión se convertiría en permanente en el verano de 2017, ya que el Marsella acordó pagar 9,8 millones de libras (11 millones de euros) por el traspaso permanente de Thauvin, una vez que había jugado solo tres partidos con el club durante su segunda cesión.

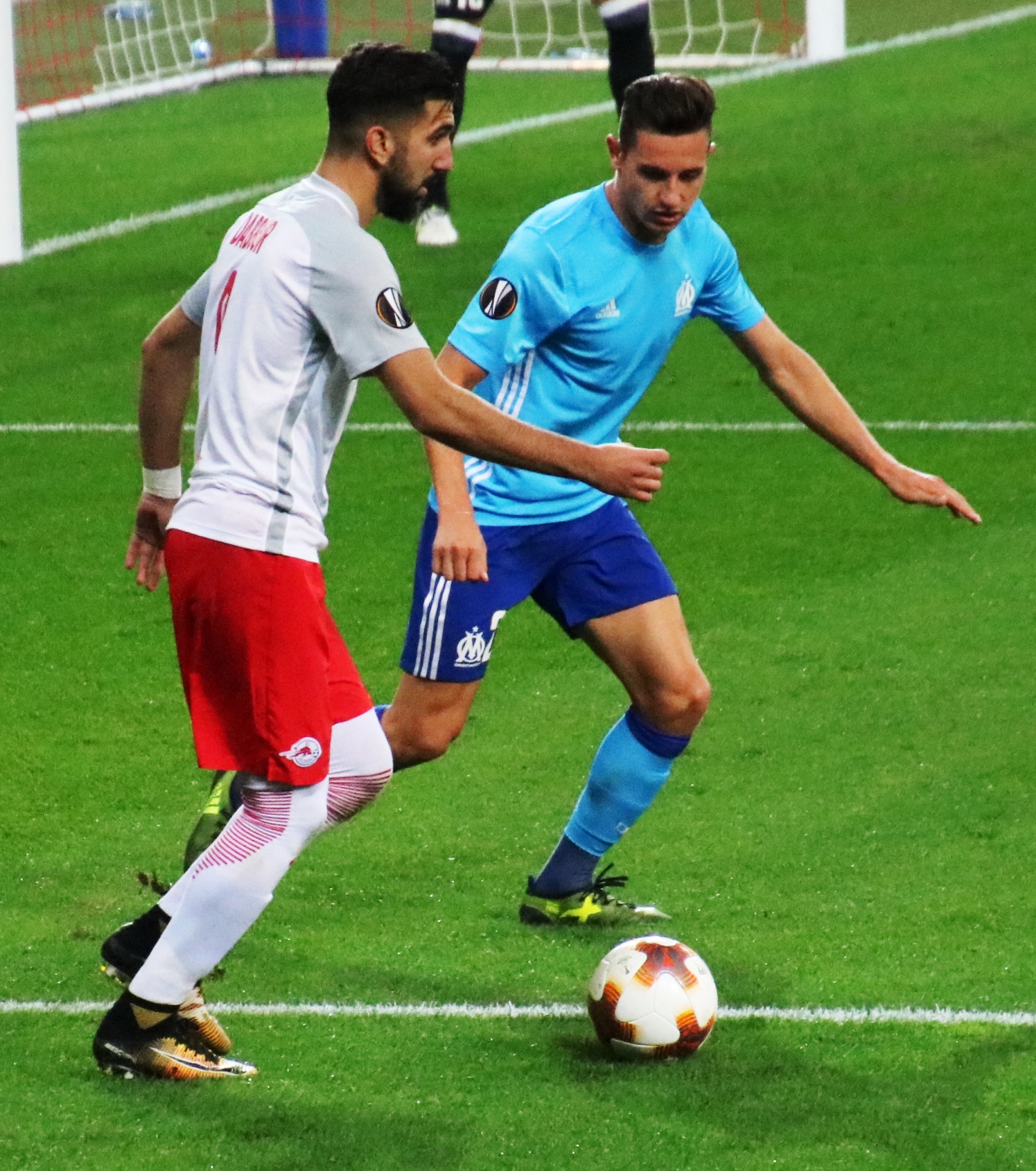
Thauvin (de azul) en acción contra el Salzburgo en septiembre de 2017

Thauvin fue capitán del Marsella por primera vez en el partido de octavos de final de la Copa de Francia 2016-17 contra el Toulouse, el 8 de enero de 2017, que el Marsella ganó por 2-1. El 10 de marzo, marcó dos goles en la victoria por 3-0 en casa contra el Angers en la Ligue 1, con lo que suma cuatro goles en sus últimos cuatro partidos de la Ligue 1. Fue el jugador del mes de marzo de la UNFP, con tres goles y dos asistencias. El 30 de abril, Thauvin marcó el primer triplete de su carrera en el club mayor y asistió a uno de los dos goles de Maxime Lopez en la victoria a domicilio por 5-1 en la Ligue 1 contra el Caen.
El 2 de febrero de 2018, Thauvin marcó otro triplete en la victoria en casa por 6-3 contra el Metz. Ganó otros dos premios de Jugador del Mes en noviembre y febrero, y terminó la temporada 2017-18 de la Ligue 1 con 22 goles, sólo por detrás de Edinson Cavani, del PSG, como máximo goleador. Era uno de los cuatro candidatos al premio al mejor jugador de la temporada, que finalmente fue para el parisino Neymar. En la Europa League de la temporada, aportó cuatro goles en catorce partidos para el equipo, que perdió la final contra el Atlético de Madrid en Lyon.
En la temporada 2018-19, Thauvin fue el cuarto máximo goleador de la Ligue 1 con 16 goles en 33 partidos, aunque el Olympique de Marsella terminó quinto y se quedó sin jugar en Europa; su cifra incluyó un triplete en la victoria por 3-1 en Amiens el 25 de noviembre. Fue expulsado dos meses después en una derrota en casa por 2-1 ante el Lille. En septiembre de 2019 fue descartado por una lesión en los ligamentos del tobillo, regresando en marzo sólo para que la temporada fuera abandonada debido a la pandemia de coronavirus. El 13 de septiembre de 2020, Thauvin marcó el único gol de una victoria a domicilio contra el París Saint-Germain, para conceder al Marsella su primera victoria en Le Classique desde noviembre de 2011.

### Tigres
El 7 de mayo de 2021, Thauvin firmó con el equipo mexicano Tigres. Y se incorporó en junio de 2021, después de terminar su contrato con el Marsella.
El 17 de agosto de 2021 marca su primer gol en el equipo ante Querétaro F. C.. Tras dos torneos con un bajo rendimiento y varias lesiones que redujeron considerablemente su cantidad de partidos jugados, el 23 de enero de 2023, Tigres anunció su salida del equipo de mutuo acuerdo.
El 28 de mayo de 2023, a pesar de haber salido del club, se le consideró campeón tras la final de Tigres contra Chivas, debido a que forma parte de los registros del torneo.

## Selección nacional

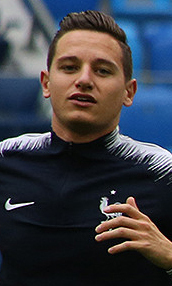
Thauvin en la Copa Mundial de la FIFA 2018

### Categorías inferiores
Thauvin fue un habitual de la selección de fútbol de Francia en categorías inferiores, a la que representó en las categorías sub-18, sub-19, sub-20 y sub-21. Thauvin formó parte de la selección francesa que ganó la Copa Mundial Sub-20 de la FIFA 2013 en Turquía. Marcó un penalti en la victoria por 4-0 contra Uzbekistán en cuartos de final y un doblete en la victoria por 2-1 contra Ghana en semifinales.

### Absoluta
Thauvin fue convocado por primera vez con la selección absoluta de Francia para enfrentarse a Luxemburgo en un partido de clasificación para el Mundial de 2018 el 25 de marzo de 2017 y a España en un amistoso tres días después; no jugó en ninguno de los dos partidos. El 2 de junio de 2017, Thauvin debutó con los Bleus en un amistoso contra Paraguay (5-0), entrando en el minuto 80 en sustitución de Antoine Griezmann.
Thauvin fue seleccionado en la lista de 23 jugadores para la Copa Mundial de la FIFA 2018 en Rusia. Jugó un minuto en el triunfo del equipo de Didier Deschamps, en la victoria por 4-3 sobre Argentina en los octavos de final en Kazán, en lugar de Kylian Mbappé.
El 11 de junio de 2019, Thauvin marcó un gol de chilena (su primer gol con la selección absoluta) en la victoria a domicilio contra Andorra (4-0) en un partido de clasificación para la Eurocopa 2020, después de haber asistido al gol de Wissam Ben Yedder 16 minutos antes.

## Estilo de juego
En enero de 2014, fue nombrado por The Observer como uno de los diez jugadores jóvenes más prometedores de Europa. El exentrenador del Toulouse, Alain Casanova, definió a Thauvin como "un jugador a imagen y semejanza de Franck Ribéry... alguien capaz de desbaratar a cualquier rival, alguien muy peligroso cuando coge velocidad. Muy peligroso de hecho". El columnista de ESPN Andy Brassell lo describió en 2013 como un jugador ancho que es un "zurdo con una fina aceleración y un control de cerca que deja boquiabierto".

## Estadísticas

### Clubes
Actualizado al último partido disputado el 29 de diciembre de 2024.
| Club                              | Div.          | Temporada     | Liga  | Liga  | Liga   | Copas nacionales | Copas nacionales | Copas nacionales | Copas internacionales | Copas internacionales | Copas internacionales | Total | Total | Total  | Media goleadora |
| Club                              | Div.          | Temporada     | Part. | Goles | Asist. | Part.            | Goles            | Asist.           | Part.                 | Goles                 | Asist.                | Part. | Goles | Asist. | Media goleadora |
| --------------------------------- | ------------- | ------------- | ----- | ----- | ------ | ---------------- | ---------------- | ---------------- | --------------------- | --------------------- | --------------------- | ----- | ----- | ------ | --------------- |
| Grenoble Foot 38 Francia          | 2.ª           | 2010-11       | 3     | 0     | 0      | 0                | 0                | 0                | —                     | —                     | —                     | 3     | 0     | 0      | 0               |
| Grenoble Foot 38 Francia          | Total club    | Total club    | 3     | 0     | 0      | 0                | 0                | 0                | 0                     | 0                     | 0                     | 3     | 0     | 0      | 0               |
| S. C. Bastia Francia              | 1.ª           | 2011-12       | 13    | 0     | 0      | 1                | 0                | 0                | —                     | —                     | —                     | 14    | 0     | 0      | 0               |
| S. C. Bastia Francia              | 1.ª           | 2012-13       | 32    | 10    | 3      | 3                | 0                | 1                | —                     | —                     | —                     | 35    | 10    | 4      | 0.29            |
| S. C. Bastia Francia              | Total club    | Total club    | 45    | 10    | 3      | 4                | 0                | 1                | 0                     | 0                     | 0                     | 49    | 10    | 4      | 0.2             |
| Olympique de Marsella Francia     | 1.ª           | 2013-14       | 31    | 8     | 4      | 4                | 1                | 1                | 6                     | 1                     | 1                     | 41    | 10    | 6      | 0.24            |
| Olympique de Marsella Francia     | 1.ª           | 2014-15       | 36    | 5     | 7      | 2                | 0                | 0                | 0                     | 0                     | 0                     | 38    | 5     | 7      | 0.13            |
| Olympique de Marsella Francia     | 1.ª           | 2015-16       | 2     | 0     | 0      | 0                | 0                | 0                | 0                     | 0                     | 0                     | 2     | 0     | 0      | 0               |
| Newcastle United F. C. Inglaterra | 1.ª           | 2015-16       | 13    | 0     | 0      | 3                | 1                | 3                | —                     | —                     | —                     | 16    | 1     | 3      | 0.06            |
| Newcastle United F. C. Inglaterra | Total club    | Total club    | 13    | 0     | 0      | 3                | 1                | 3                | 0                     | 0                     | 0                     | 16    | 1     | 3      | 0.06            |
| Olympique de Marsella Francia     | 1.ª           | 2015-16       | 14    | 2     | 0      | 4                | 2                | 0                | 2                     | 0                     | 0                     | 20    | 4     | 0      | 0.2             |
| Olympique de Marsella Francia     | 1.ª           | 2016-17       | 38    | 15    | 10     | 5                | 0                | 2                | 0                     | 0                     | 0                     | 43    | 15    | 12     | 0.35            |
| Olympique de Marsella Francia     | 1.ª           | 2017-18       | 35    | 22    | 11     | 4                | 0                | 1                | 15                    | 4                     | 5                     | 54    | 26    | 17     | 0.48            |
| Olympique de Marsella Francia     | 1.ª           | 2018-19       | 33    | 16    | 8      | 1                | 0                | 0                | 3                     | 2                     | 1                     | 37    | 18    | 9      | 0.49            |
| Olympique de Marsella Francia     | 1.ª           | 2019-20       | 2     | 0     | 0      | 0                | 0                | 0                | 0                     | 0                     | 0                     | 2     | 0     | 0      | 0               |
| Olympique de Marsella Francia     | 1.ª           | 2020-21       | 36    | 8     | 8      | 2                | 0                | 1                | 6                     | 0                     | 1                     | 44    | 8     | 10     | 0.18            |
| Olympique de Marsella Francia     | Total club    | Total club    | 227   | 76    | 48     | 22               | 3                | 5                | 32                    | 7                     | 8                     | 281   | 86    | 51     | 0.31            |
| Tigres de la UANL · México        | 1.ª           | 2021-22       | 28    | 5     | 3      | 0                | 0                | 0                | 0                     | 0                     | 0                     | 28    | 5     | 3      | 0.18            |
| Tigres de la UANL · México        | 1.ª           | 2022-23       | 10    | 3     | 2      | 0                | 0                | 0                | 0                     | 0                     | 0                     | 10    | 3     | 2      | 0.3             |
| Tigres de la UANL · México        | Total club    | Total club    | 38    | 8     | 5      | 0                | 0                | 0                | 0                     | 0                     | 0                     | 38    | 8     | 5      | 0.21            |
| Udinese Calcio · Italia           | 1.ª           | 2022-23       | 15    | 0     | 0      | 0                | 0                | 0                | —                     | —                     | —                     | 15    | 0     | 0      | 0               |
| Udinese Calcio · Italia           | 1.ª           | 2023-24       | 29    | 5     | 3      | 2                | 1                | 2                | —                     | —                     | —                     | 31    | 6     | 5      | 0.19            |
| Udinese Calcio · Italia           | 1.ª           | 2024-25       | 14    | 5     | 3      | 2                | 1                | 2                | —                     | —                     | —                     | 16    | 6     | 5      | 0.36            |
| Udinese Calcio · Italia           | Total club    | Total club    | 58    | 10    | 6      | 4                | 2                | 4                | 0                     | 0                     | 0                     | 62    | 12    | 10     | 1.81            |
| Total carrera                     | Total carrera | Total carrera | 384   | 104   | 62     | 33               | 6                | 13               | 32                    | 7                     | 8                     | 449   | 117   | 83     | 0.26            |

### Internacional
Actualizado al último partido disputado el 11 de junio de 2019.
| Selección nacional | Año   | Part. | Goles |
| ------------------ | ----- | ----- | ----- |
| Francia            | 2017  | 2     | 0     |
| Francia            | 2018  | 5     | 0     |
| Francia            | 2019  | 3     | 1     |
| Total              | Total | 10    | 1     |

A partir del partido jugado el 11 de junio de 2019. La puntuación de Francia aparece en primer lugar, la columna de puntuación indica la puntuación después de cada gol de Thauvin.
| N.º | Fecha               | Lugar                                                  | Cap | Oponente | Marcador | Resultado | Competición                         |
| --- | ------------------- | ------------------------------------------------------ | --- | -------- | -------- | --------- | ----------------------------------- |
| 1   | 11 de junio de 2019 | Estadio Nacional de Andorra, Andorra la Vieja, Andorra | 10  | Andorra  | 3-0      | 4-0       | Clasificación para la Eurocopa 2020 |

## Palmarés

### Campeonatos internacionales
| Título                 | Equipo                      | Sede    | Año  |
| ---------------------- | --------------------------- | ------- | ---- |
| Copa Mundial Sub-20    | Selección de Francia sub-20 | Turquía | 2013 |
| Copa Mundial de Fútbol | Selección de Francia        | Rusia   | 2018 |